# Kostroma (Gottheit)

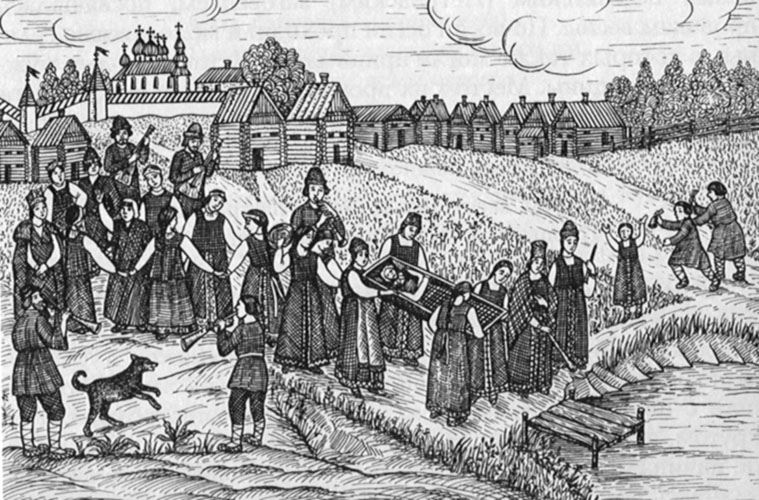
Kostromas Bestattung auf einer Darstellung aus einem Lubok

Kostroma (russisch Кострома) ist eine Gottheit aus der slawischen Mythologie.

## Wortherkunft
Der Name Kostroma kommt von den russischen Worten „Kora“ und „Kostjor“ (Rinde und Funkenfeuer). Das tschechische Wort „Kostroun“ (Skelett) könnte ebenfalls mit Kostromas Ursprung in Verbindung stehen. Kostromas männliches Gegenstück ist ihr Zwilling Kostromo. Sie sind Teil einer komplexen vierfachen Agrargottheit. Die männlichen und weiblichen Aspekte werden als eine einzelne Wesenheit betrachtet. Zu den anderen Paarungen gehören Lado und Lada und Jarilo und Jarila. Die Paarungen haben in verschiedenen Regionen unterschiedliche Namen. In Murom heißen sie Kostromo und Kostroma und in Kostroma Jarilo und Jarila.

## Eigenschaften
Kostroma ist eine Fruchtbarkeitsgottheit. Einigen Quellen zufolge ist sie Simargls Tochter. In bronzenen Götzenbildern aus dem 10. Jahrhundert wird sie als diamantenköpfige Säule in einem Tempel dargestellt, die von Pferden umgeben ist. Über den Pferden stehen menschliche Figuren mit zum Himmel erhobenen Armen. Ihr Bild entspricht dem einer archaischen dreieinigen Göttin. Sie wird als eine böse Hexe und auch als eine chthonische Mutter angesehen, die besänftigt werden muss, um ihre Gaben preiszugeben. Außerdem wird sie als eine sterbende und wiedergeborene Tochter angesehen. Ihr Tod wird lediglich als ein Schlaf betrachtet, aus dem sie wieder gestärkt erwacht.
Kostroma wurde jedes Jahr am 29. Juni, dem Peterstag, oder am darauffolgenden Sonntag mit einem Fest namens „Kostromas Bestattung“ gefeiert. Je nach Region und regionaler Auffassung wurden verschiedene Versionen des Festes durchgeführt. Im Allgemeinen wurde ein Funkenfeuer angezündet und eine junge Frau aus der Gemeinde ausgewählt, um Kostroma zu repräsentieren. Sie wurde in weiße Laken gehüllt, hielt einen Eichenzweig in den Händen und wurde mit großer Ehrerbietung zu einem örtlichen Wasserlauf getragen, wo sie rituell gebadet wurde. Anschließend kehrten die Menschen ins Dorf zurück, um den Tag mit Festessen, Tanz und Spielen zu beenden. In anderen Varianten des Rituals wurde die Jungfrau durch eine Strohpuppe ersetzt, die feierlich ertränkt, verbrannt oder zerrissen wurde. Dieses Ritual fungierte als Symbol für die Wiedergeburt der Natur.
In ukrainischen Frühlingsritualen wurde der Übergang der Jahreszeit durch die Bestattung von Kostrubonko markiert. Kostrubonko ist ein anderes Wort für Kostromas männliches Gegenstück Kostromo. Das Wort Kostrubonko kommt vom ukrainischen „Kostrub“ (Tölpel). Er war die Verkörperung männlicher Fruchtbarkeit. Wenn ein Strohabbild Kostrubonkos auf einem Scheiterhaufen verbrannt und dann begraben wurde, sollte in dem Gebiet, in dem das Ritual durchgeführt wurde, mit einer beispiellosen Ernte zu rechnen sein.